# 天主教萊里亞-花地瑪教區
天主教萊里亞-花地瑪教區 （拉丁語：Dioecesis Leiriensis-Fatimensis），是葡萄牙一個天主教教區，位於中部的萊里亞區。屬里斯本總教區。這裡也是著名的花地瑪聖母顯現地、花地瑪的花地瑪聖母朝聖地所在地。
現任教區主教為安多尼奧·桑托斯·馬圖樞機。2011年，有300,400名教友，估轄區總人口93%，有75個堂區、163名司鐸、86名修士、686名修女。
教區成立於1545年5月22日，1881年9月30日撤銷。1918年1月17日恢復，1984年5月13日易名至今。